# Federico Cristóforo
Federico Cristóforo (n. Montevideo, Uruguay; 19 de septiembre de 1989) es un futbolista uruguayo. radicado en Paraguay.  Juega como arquero y su actual equipo es el Club Sportivo Ameliano de la Primera División de Paraguay. Es hermano de Sebastián Cristóforo, futbolista del Club Atlético Peñarol de la Primera División de Uruguay.

## Clubes
| Club                      | País     | Año       |
| ------------------------- | -------- | --------- |
| Huracán                   | Uruguay  | 2011-2013 |
| Progreso (cedido)         | Uruguay  | 2013      |
| Montevideo Wanderers      | Uruguay  | 2013-2014 |
| Necaxa (cedido)           | México   | 2015      |
| Montevideo Wanderers      | Uruguay  | 2015-2016 |
| Deportivo Maldonado       | Uruguay  | 2016      |
| Danubio                   | Uruguay  | 2017-2019 |
| Manta F. C.               | Ecuador  | 2021      |
| River Plate               | Paraguay | 2021      |
| Sportivo Ameliano         | Paraguay | 2022      |
| Club Sportivo San Lorenzo | Paraguay | 2023      |
| Sportivo Ameliano         | Paraguay | 2024-Act  |

## Palmarés

### Campeonatos nacionales
| Título               | Club              | País     | Año  |
| -------------------- | ----------------- | -------- | ---- |
| Torneo Clausura 2014 | Wanderers         | Uruguay  | 2014 |
| Copa Paraguay        | Sportivo Ameliano | Paraguay | 2022 |